# 경주시 (1988년 선거구)
경주시는 대한민국의 옛 국회의원 선거구이다. 당시 경상북도 경주시 지역을 관할했다.

## 역사
제13대 국회의원 선거를 앞두고 경주시·월성군·청도군 선거구에서 분리되면서 신설되었다.
1995년 1월, 경주시와 경주군이 통합되면서 통합 경주시가 출범했다. 이에 제15대 국회의원 선거를 앞두고 관할 구역이 경주시 갑 선거구와 경주시 을 선거구로 분할되어 편입됨에 따라 폐지되었다.

## 역대 국회의원
| 선거   | 정당 | 정당       | 의원   |
| ------ | ---- | ---------- | ------ |
| 1988년 |      | 민주정의당 | 김일윤 |
| 1992년 |      | 민주자유당 | 서수종 |
| 1994년 |      | 민주당     | 이상두 |

## 역대 선거 결과

### 대한민국 제13대 국회의원 선거
|  | 39.28% |

|  | 31.44% |

|  | 20.46% |

|  | 4.28% |

|  | 1.68% |

|  | 1.48% |

|  | 1.35% |

### 대한민국 제14대 국회의원 선거
|  | 48.92% |

|  | 31.20% |

|  | 10.74% |

|  | 7.79% |

|  | 1.34% |

### 1994년 대한민국 재보궐선거
서수종 의원의 사망으로 인해 치러진 1994년 대한민국 재보궐선거에서 민주당 이상두 후보가 당선되었다.